# Communauté valencienne
La Communauté valencienne (en valencien et officiellement : Comunitat Valenciana ; en espagnol : Comunidad Valenciana) est l'une des dix-sept communautés autonomes d'Espagne et une région historique de la péninsule Ibérique, également connue sous d’autres appellations comme Pays valencien,,,, (País Valencià, País Valenciano), région valencienne (regió valenciana, región valenciana) ou simplement Valence (València, Valencia). Elle regroupe les provinces de Valence (València), Alicante (Alacant) et Castellón (Castelló), dont le territoire réuni correspond, à quelques détails près, à celui de l'ancien royaume de Valence, fondé en 1239 par Jacques Ier d'Aragon.
Ses institutions autonomes constituent la Généralité valencienne (Generalitat Valenciana), qui inclut notamment le gouvernement valencien (Conseil) et le Parlement valencien (Corts Valencianes). Conformément à la version de 2006 de son statut d'autonomie, elle est reconnue comme une « nationalité historique ».
La Communauté valencienne compte 5 051 250 habitants, soit 10,6 % de la population de l'Espagne. Elle a pour capitale Valence (València) avec 825 948 habitants (en 2024) et une agglomération de 1 730 853 habitants. La deuxième ville en population est Alicante (Alacant) avec 330 525 habitants, et la troisième Elche (Elx), avec 227 659 habitants. Ces deux dernières villes font partie d'une agglomération de 724 662 habitants.
Elle est située dans l'est de l’Espagne, sur la côte méditerranéenne, entre la Catalogne et l'Aragon au nord, Castille-La Manche à l'ouest et la région de Murcie au sud.
Les langues officielles sont le catalan, localement désigné sous la dénomination traditionnelle de « valencien »,, couramment utilisé par près de la moitié de la population, et l'espagnol. Par ailleurs, en raison de l'immigration récente, il existe d'importantes minorités linguistiques anglaise, roumaine, arabe, française et allemande. 13,3 % de la population recensée en 2006 n'était pas de nationalité espagnole.

## Histoire

### Préhistoire et Antiquité pré-romaine
Les plus anciennes traces d'occupation humaine sur le territoire du Pays valencien remontent au Paléolithique moyen. Des traces de l'homme de Néandertal datant de 40 000 ont effectivement été observées à Alcoy, Bellús et Villena. Il faut cependant attendre le Néolithique pour que se développe une occupation sédentaire.

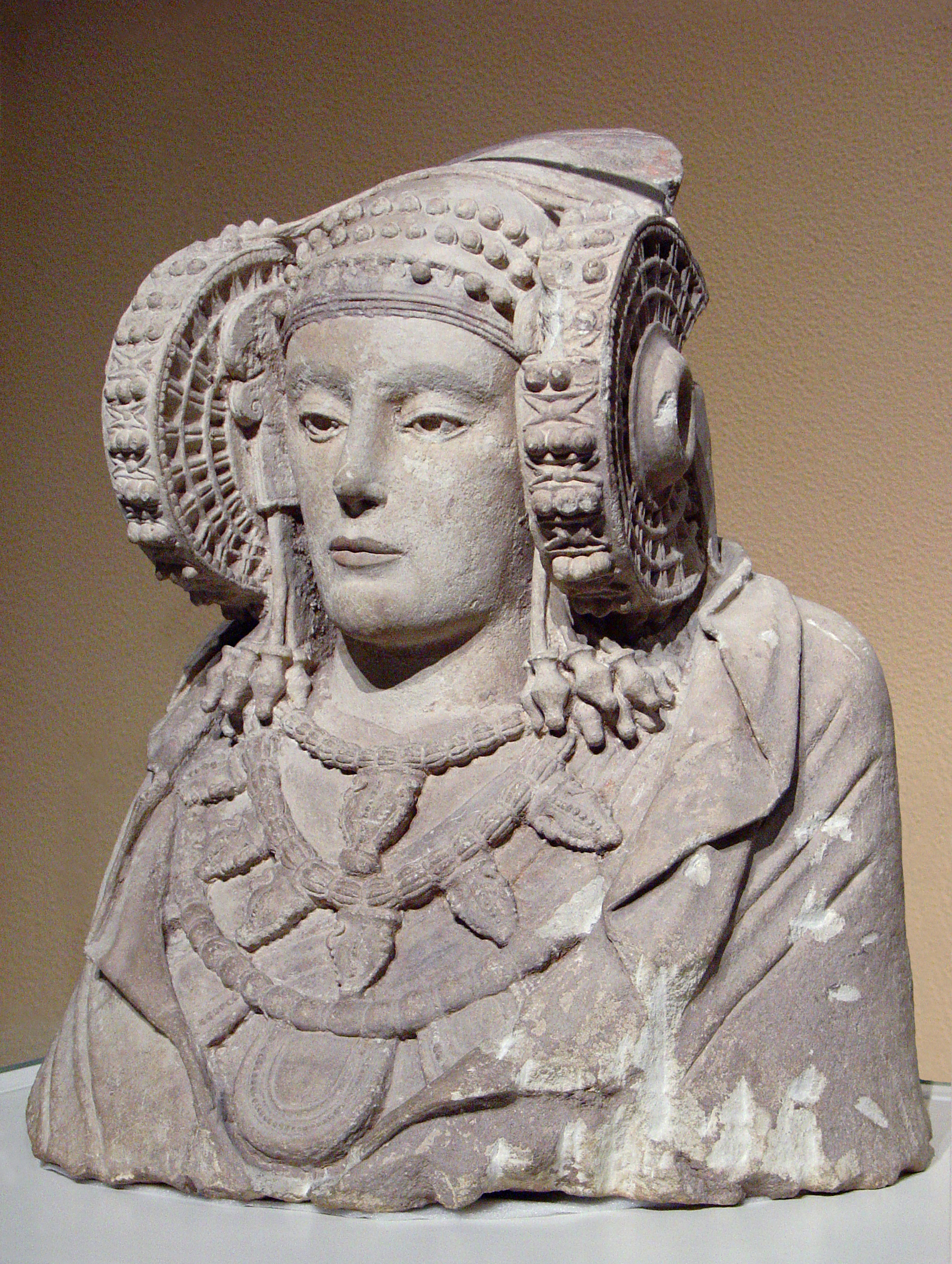
La Dame d'Elche, symbole de la présence ibère au Pays valencien.

Au VIe siècle av. J.-C., on trouve les traces de plusieurs groupes ibères (Edetans...) d'origine méconnue. Ils maintiennent des contacts avec Grecs, Phéniciens et Carthaginois qui ont établi des comptoirs sur le littoral.

### Romanisation
La région est le lieu de batailles de la deuxième guerre punique, dont l'issue entraîne l'intense romanisation du littoral au début du IIIe siècle av. J.-C.. En 138 av. J.-C. est fondée Valence. Le territoire valencien fut inclus dans la province de Tarraconaise et la culture ibère est peu à peu absorbée par celle des colons romains. À l'époque de la décadence de Rome, la difficile gestion des provinces poussa Dioclès[Lequel ?] à créer, au sud, la province Carthaginoise en 298, incluant les régions valenciennes méridionales.

### Le royaume wisigoth
Après la défaite du dernier empereur romain en 476, les terres valenciennes sont intégrées dans un grand royaume wisigoth ayant sa capitale à Toulouse. Après la défaite contre les Francs en 507, le royaume wisigoth rassemble la plus grande partie de la péninsule Ibérique dont la capitale est Tolède.

### La période musulmane

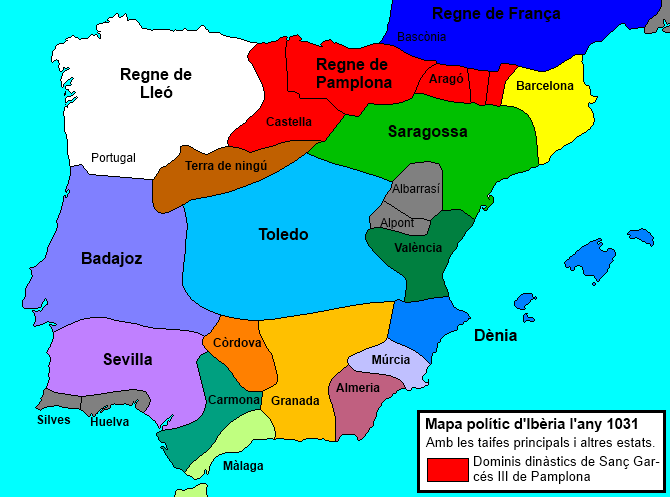
Carte des royaumes de taïfa de la péninsule Ibérique en 1031.

En 711 le royaume s'effondre sous les assauts des Sarrasins, qui s'emparent de toute la péninsule. Entre 712 et 718 tombent les places fortes de Valence, Elche, Sagonte, Tarragone et de nombreuses autres. Les foyers de résistance sont éphémères et peu nombreux et la civilisation arabe d'Al Andalus s'impose comme culture dominante. Elle se montre tolérante envers les cultures autochtones. L'invasion est suivie d'une importante migration des Goths hispaniques de l’autre côté des Pyrénées. En 956, l'émirat de Cordoue proclame son indépendance, et son échec à organiser Al Andalus comme une structure politique stable provoque entre 1009 et 1050 son rapide démembrement en une multitude de petits royaumes, les taïfas. Le territoire valencien est divisé entre les taïfas de Tortosa, celle d'Alpuente, de Valence et celle de Dénia.
Entre 1094 et 1102, le Cid parvient à rétablir un royaume chrétien, avec la collaboration des Mozarabes. La reconquête par les Almoravides, connus pour être intransigeants sur le plan religieux, est suivie de leur émigration massive vers la Castille et rien n'atteste une présence mozarabe ultérieure sur le territoire valencien.

### La fondation du royaume et l'époque médiévale
Les origines du Pays valencien remontent à la conquête des territoires menée par Jacques Ier d'Aragon entre 1229 et 1245. Le territoire est instauré en royaume, qui dispose à partir de 1261 d'une législation propre, les fors (furs en valencien) au sein de la couronne d'Aragon. À ce premier territoire est ajoutée, en 1304, une partie du royaume de Murcie (correspondant à la part méridionale de l'actuelle province d'Alicante), qui avait été conquise auparavant par la couronne de Castille.

### Période moderne
L'union dynastique des Rois catholiques, à la fin du XVe siècle, est à l'origine de l'union politique des royaumes hispaniques, y compris le royaume de Valence, qui conserve cependant sa législation et ses institutions propres.
En 1707, lors de la guerre de Succession d'Espagne, le nouveau monarque Philippe V, contre qui avaient majoritairement pris position les villes du royaume durant le conflit, promulgue les décrets de Nueva Planta, qui placent le territoire sous le régime unique du royaume de Castille. Certaines zones subissent une forte répression. Les fors sont annulés, la Généralité est supprimée et le castillan est instauré comme langue unique de l'administration.

### Période contemporaine
Au cours du XIXe siècle, comme le reste du territoire de l'État espagnol, le Pays valencien est divisé en provinces, dont le nombre et l'extension seront variables dans les premiers projets. En 1851, la nouvelle division provinciale rattache la comarque de Requena-Utiel, traditionnellement liée à La Manche et incluse en 1833 dans la province de Cuenca, à la province de Valence. Le territoire de l'ancien royaume est finalement réparti en trois provinces, Alicante, Castellón et Valence.
Au cours de la Seconde République espagnole, différents projets de statuts d'autonomie sont élaborés pour la région, mais le déclenchement et le déroulement de la guerre civile entre 1936 et 1939 mettent un terme au processus.
Après la mort du général Franco et le début de la transition démocratique espagnole, un gouvernement régional provisoire, le conseil du Pays valencien, est mis en place afin de mener la région vers un régime d'autonomie. Après un vif conflit identitaire connu sous le nom de bataille de Valence, qui voit l’émergence d'un courant idéologique anticatalaniste local, le blavérisme, celui-ci prend officiellement effet en 1982 avec l'adoption d'un statut d'autonomie qui officialise la nouvelle dénomination de Communauté valencienne (Comunitat Valenciana) pour la région. En 2006, une réforme de ce dernier affirme la reconnaissance de celle-ci en tant que nationalité historique au sein de l'Espagne.

## Géographie

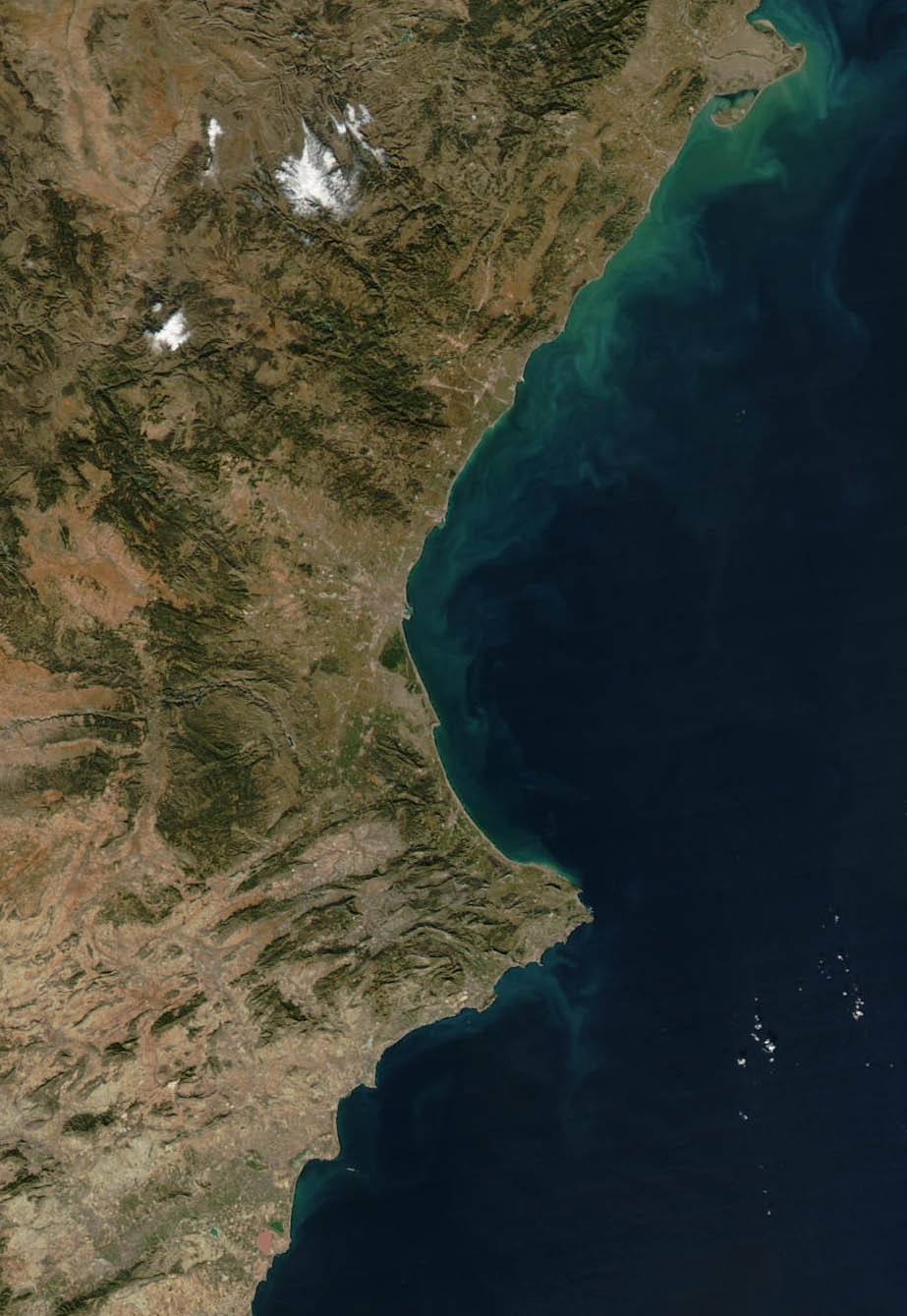
Vue par satellite de la région.

La région se trouve à l'est et au sud-est de péninsule Ibérique, sur la côte méditerranéenne. Elle est bordée par la mer Méditerranée à l'est, la Catalogne au nord et au nord-est, l'Aragon au nord-ouest, la Manche à l'ouest, et la région de Murcie au sud.
Avec 23 255 km2, elle représente 3,99 % de la péninsule et 4,60 % du territoire espagnol.
Plusieurs îles sont rattachées à la région : l'île Tabarca et les Îles Columbretes.
Le Rincón de Ademuz est une enclave de la province de Valence située dans la province de Cuenca (Castille-La Manche).

### Orographie

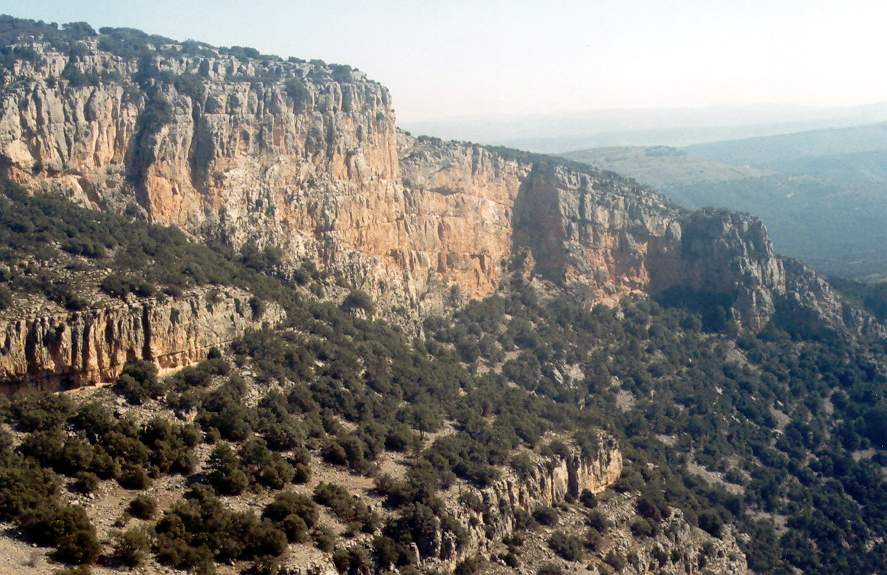
Reliefs près de Morella (Castellón).

Le relief de la région est conditionné par les montagnes du nord, qui appartiennent au système ibérique, les chaînes du système bétique au sud, et au centre d'autres monts et plateaux. La montagne la plus emblématique du pays est la Penyagolosa (1 813 m), qui se trouve au Maestrat.
Sur le littoral alternent des falaises comme la Sierra de Irta o celles de Villajoyosa avec des zones humides, marécageuses et des lagunes. Plusieurs zones littorales sont protégées et hébergent des écosystèmes riches : Albufera de Valence, Albufera de Elche, parc naturel du Prat de Cabanes-Torreblanca, parc naturel des lagunes de La Mata et Torrevieja, marécage d'Almenara, dunes de Guardamar del Segura, etc.

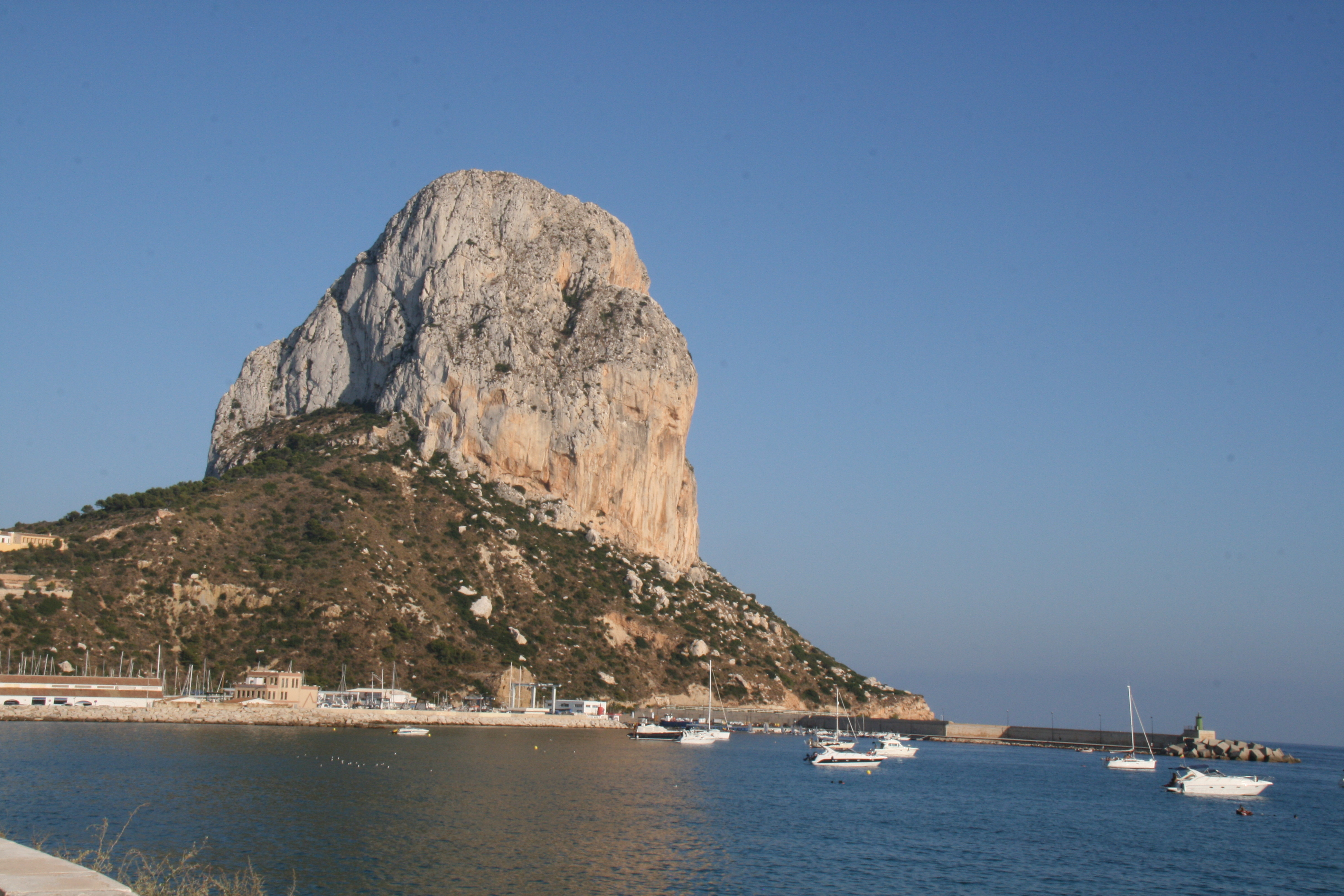
Le Penyal d'Ifac.

### Climat

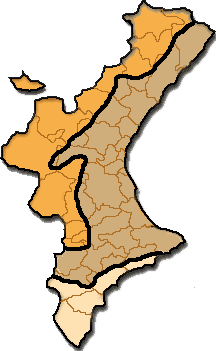
Variation du climat méditerranéen : typique (marron), continental (orange) et sec (rose).

Le climat de la façade maritime est méditerranéen, et se rapproche peu à peu du climat continental lorsqu'on s'avance dans les terres. Dans la zone d'Alicante, Benidorm et Orihuela, les températures sont particulièrement élevées l'été et le climat plus aride. Une partie du Pays valencien est également soumise au climat de montagne en raison de l’altitude élevée.
La moyenne annuelle de précipitations, relativement uniforme, se situe entre 450 et 500 mm.

### Hydrographie

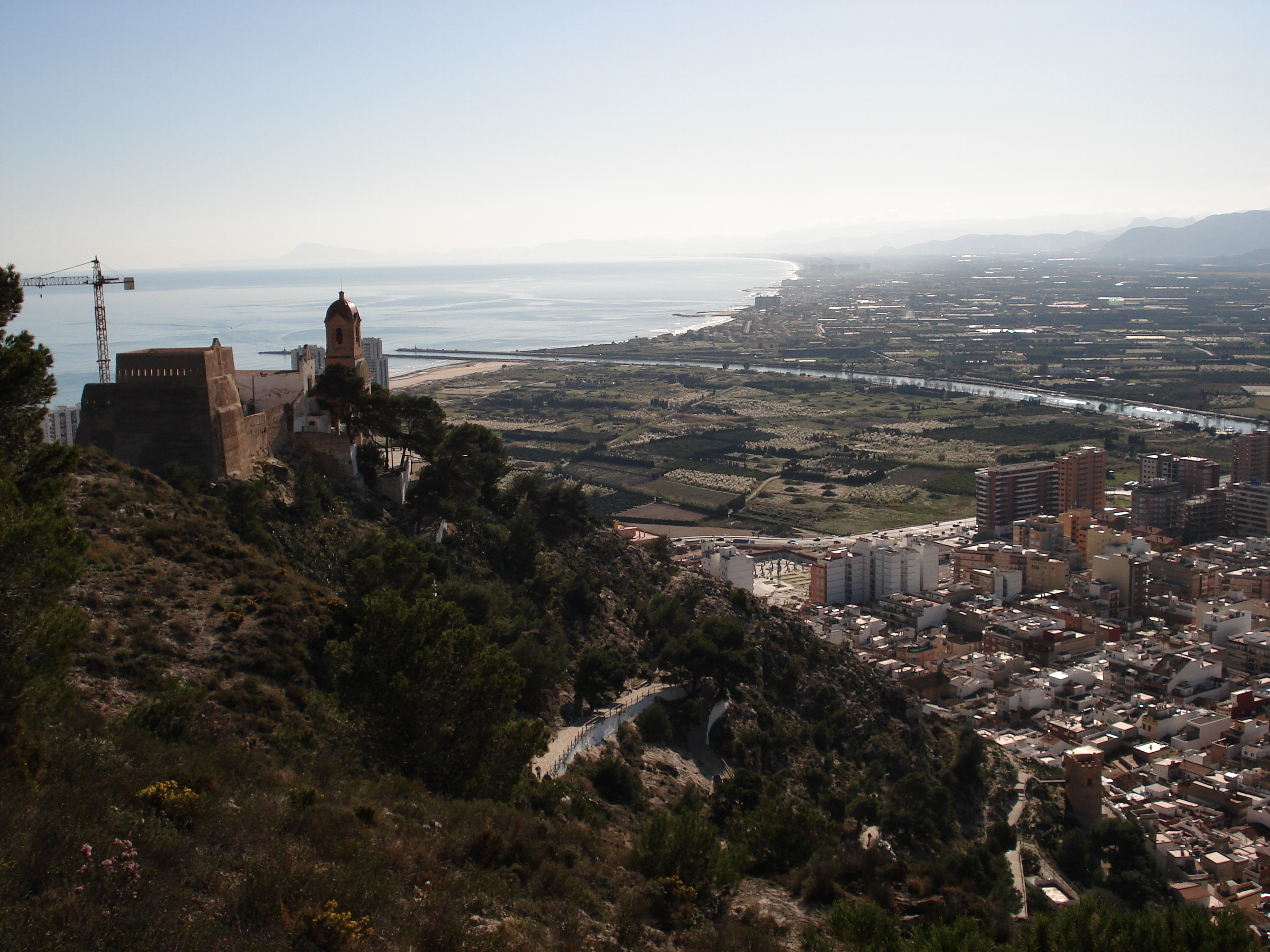
Embouchure du Xúquer à Cullera.

Les principaux fleuves sont le Júcar (Xúquer), le Segura et le Turia. Il existe un certain nombre de fleuves côtiers au débit irrégulier : le Vinalopó, la rivière de la Sénia, la Palancia (Palància), le Serpis, etc. Ils sont intensivement mobilisés au service de l’activité humaine.

## Administration
L'ensemble des institutions d'autogouvernement de la Communauté valencienne forment la Généralité valencienne (Generalitat).
Elle se compose du Parlement valencien (Corts), du gouvernement (Consell) et du Président (President). D'autres institutions de la généralité sont la Sindicatura de Comptes, le Síndic de Greuges, le Conseil valencien de culture (Consell Valencià de Cultura), l'Académie valencienne de la langue (Acadèmia Valenciana de la Llengua), le Conseil juridique consultatif de la Communauté valencienne (Consell Jurídic Consultiu de la Comunitat Valenciana) et le Comité économique et social de la Communauté valencienne (Comité Econòmic i Social).

## Organisation territoriale

### Provinces
Le territoire de la communauté rassemble les provinces d'Alicante, Castellón et Valence, qui constituent des entités juridiques propres gérées par les députations provinciales correspondantes.
| Carte | Province  | Population (2019) | Superficie | Municipalités | Districts judiciaires |
| ----- | --------- | ----------------- | ---------- | ------------- | --------------------- |
|       | Alicante  | 1 858 683 h       | 5 816 km2  | 141           | 13                    |
|       | Castellón | 579 962 h         | 6 632 km2  | 135           | 5                     |
|       | Valence   | 2 565 124 h       | 10 763 km2 | 266           | 19                    |

### Comarques
Depuis le XIXe siècle, le territoire valencien a été traditionnellement divisé en comarques, censées mieux respecter les critères démographiques, culturels, naturels et historiques que les divisions « rationnelles » que sont les provinces. La structuration comarcale est prévient dans le statut d'autonomie de 1982 ou 2007 je sais plus... mais aucune loi de démarcation n'a été approuvée.
En dépit de l'absence de définition juridique, un rapport de 1987 sur la question définit des frontières comarcales couramment utilisées pour la décentralisation administrative de ses différents services, comme l'enseignement, la santé ou l'agriculture.

### Les communes
Les communes (municipis) sont des entités dotées d'une pleine personnalité juridique et constituent les unités territoriales de base. Elles jouissent de l’autonomie dans la gestion de leurs intérêts. Les conseils municipaux (Ajuntaments) peuvent créer des « mancommunautés », entités intercommunales destinées à mettre en commun certaines compétences et à assurer une gestion plus efficaces des services municipaux.
| 1re | Valence                 | 797 028 | 17e | Dénia          | 44 455 |  |
| 2e  | Alicante                | 334 678 | 18e | Mislata        | 43 800 |  |
| 3e  | Castellón               | 230 587 | 19e | Burjassot      | 38 175 |  |
| 4e  | Elche                   | 180 204 | 20e | Ontinyent      | 37 140 |  |
| 5e  | Torrevieja              | 103 720 | 21e | Borriana       | 35 598 |  |
| 6e  | Orihuela                | 90 087  | 22e | Villena        | 34 894 |  |
| 7e  | Torrent                 | 81 402  | 23e | Petrer         | 34 697 |  |
| 8e  | Gandia                  | 79 010  | 24e | Santa Pola     | 33 965 |  |
| 9e  | Benidorm                | 72 991  | 25e | Vila-Joiosa    | 33 293 |  |
| 10e | Paterna                 | 67 356  | 26e | Xàbia          | 32 983 |  |
| 11e | Sagonte                 | 65 238  | 27e | La Vall d'Uixó | 32 782 |  |
| 12e | Alcoy                   | 60 837  | 28e | Manises        | 31 066 |  |
| 13e | San Vicente del Raspeig | 55 100  | 29e | Aldaia         | 30 874 |  |
| 14e | Elda                    | 54 536  | 30e | Xirivella      | 30 213 |  |
| 15e | Vila-real               | 51 357  | 31e | Alaquàs        | 30 202 |  |
| 16e | Alcira                  | 44 941  |     |                |        |  |

## Économie
L'économie valencienne fut longtemps dominée par l'agriculture. Au cours du XIXe siècle, la région développa quelques foyers d'industrialisation (Elx, Sagonte, Alcoi...), ainsi qu'un réseau de manufactures locales spécialisées et de modestes dimensions, mais l'économie était dominée par la production d'agrumes destinés à l'exportation sur le marché européen, secteur dans lequel la région reste de nos jours un acteur important.
Au cours de la seconde moitié du XXe siècle, durant le franquisme, le Pays valencien adopta un régime économique moderne, avec un développement axé sur le tourisme.
En 2002, le Pays valencien a généré 10,5 % du PIB espagnol et 12 % des exportations, étant ainsi la deuxième communauté autonome exportatrice d'Espagne.

## Démographie

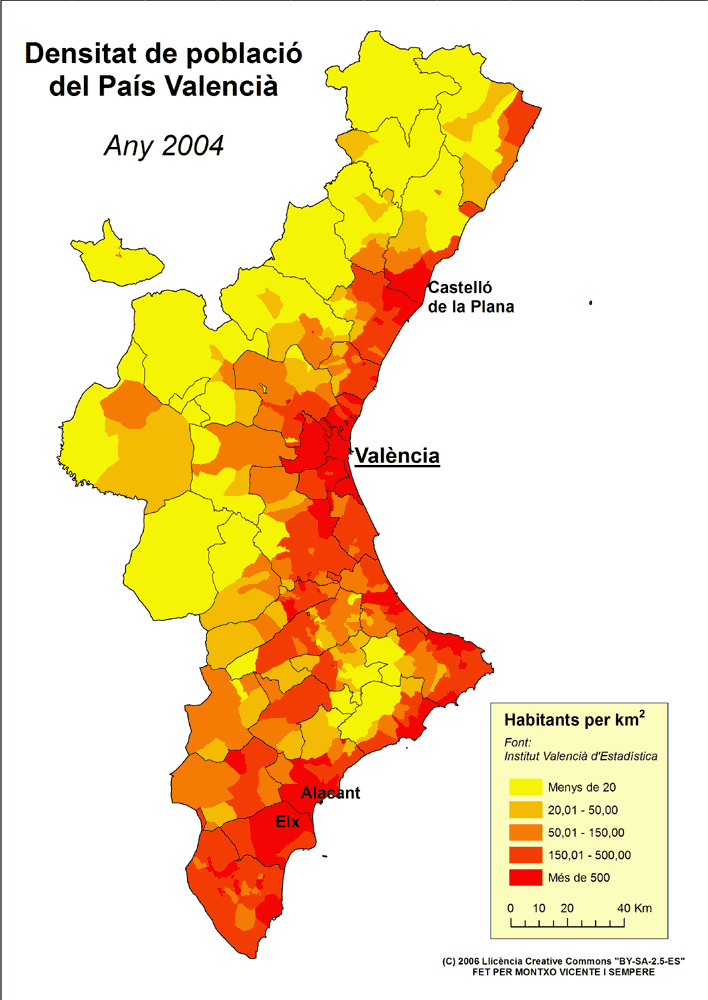
Densité de population des communes valenciennes en 2004.

En 2017, les estimations de population sont de 4 935 182 selon la Generalitat Valenciana, dont 635 159 étrangers (de nationalité non-espagnole), soit 12,87 %, et 50,66 % de femmes contre 49,33 % d'hommes. La part de la population âgée de moins de 15 ans est de 15,15 %(747 764 personnes), et celle des plus de 65 ans, de 19,05 % (940 444 personnes).
Un trait historique important de la démographie de la région est la forte densité dans les zones de culture situées sur les rives des grands fleuves ou sur le littoral, qui concentre les noyaux urbains importants. Parmi les villes importantes dans l'histoire de l'ancien royaume on peut citer dans l'Antiquité Sagonte ou Dénia, durant le Moyen Âge et l'époque moderne Valence, Xàtiva (deuxième ville du royaume jusqu'à son incendie en 1707), Orihuela (Oriola), Alicante, Elche, Gandia et Villarreal, ou plus récemment Alzira et Castellón de la Plana.

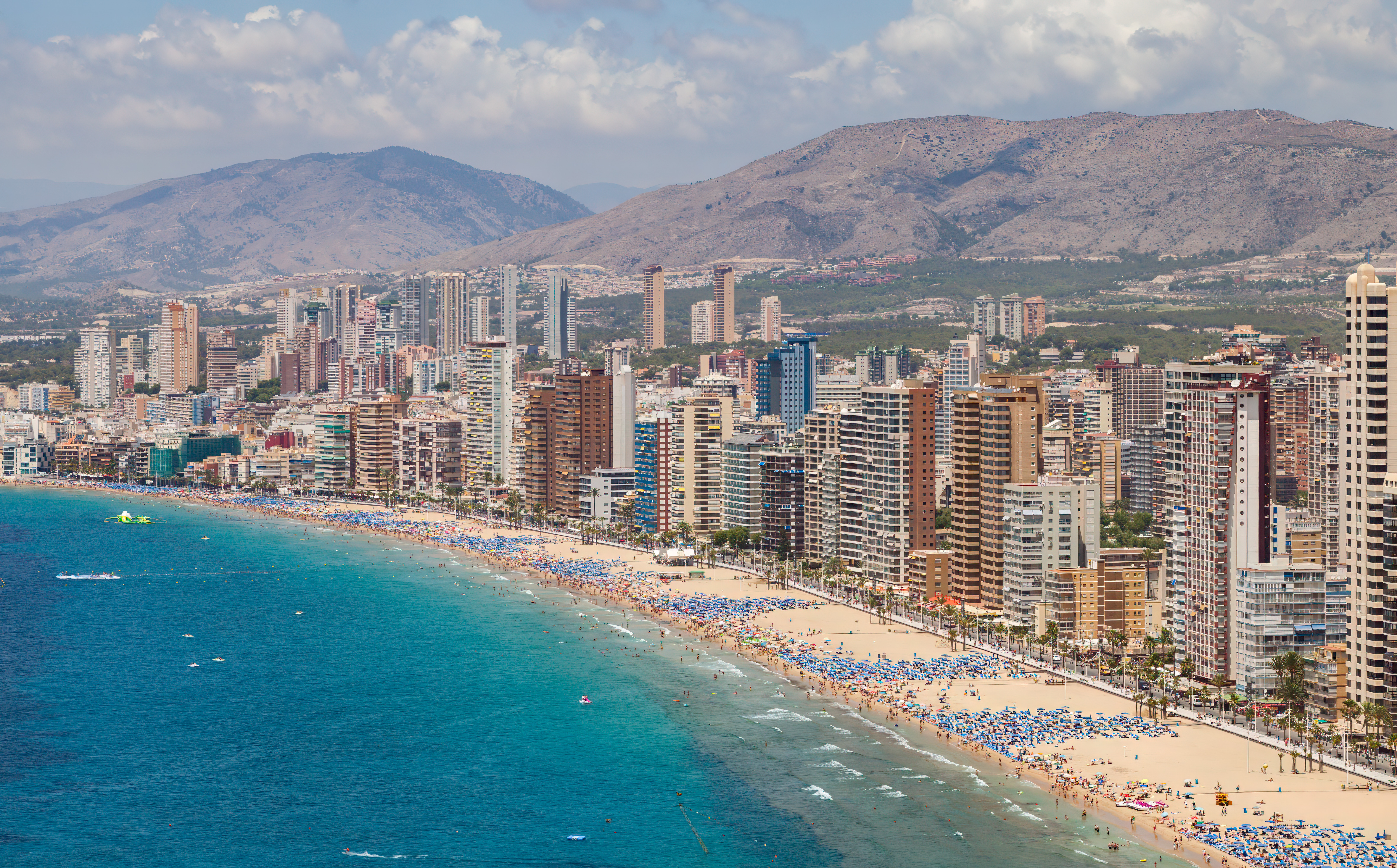
Vue de Benidorm.

Cette distribution traditionnelle, conditionnée par l'orographie et les possibilités d'irrigation agricole, explique en grande partie la répartition actuelle de la population, caractérisée par la prépondérance des comarques méridionales et centrales. Au cours des XIXe et XXe siècles développement de l'industrie industrielle ou de agro-alimentaire a permis l'essor démographique d'autres villes intérieures comme Alcoy, Elda, Novelda, Ontinyent, Petrer, Villena et la Vall d'Uixó.
Les mouvements migratoires internes, qui se sont trouvés accélérés ces dernières années, montrent une nette tendance à la désertification des zones intérieures et une concentration dans les capitales de province et leurs aires urbaines (parmi les plus remarquables : Torrent, Mislata, Paterna, Burjassot, Sant Vicent del Raspeig, etc.) ou dans les municipalités situées sur la côte. De la sorte, certaines agglomérations historiquement très réduites, comme Benidorm ou Torrevieja, ont connu un accroissement spectaculaire de leur population basé sur l'essor du secteur touristique, avec une urbanisation intense du littoral, particulièrement durant la période estivale.

## Transports
Depuis l'entrée de l'Espagne dans la Communauté européenne, l’infrastructure de transports de la région a bénéficié d'une aide importante.[citation nécessaire]
L'État espagnol, via le Ministère de l'Équipement, gère 8 323 km de routes dans la Communauté Valencienne, dont 819 km d'autoroutes gratuites et 367 km d'autoroutes à péage.
Le principal axe ferroviaire du Pays valencien est le dénommé couloir méditerranéen, qui relie la gare frontalière de Portbou, en Catalogne, avec la commune murcienne de Lorca. Il traverse tout le territoire valencien du nord au sud.
La région est également connectée avec Madrid depuis Valence via Cuenca ou Albacete, et depuis Alicante via Albacete. Elle est reliée à l'Aragon depuis Sagonte.
Il existe également un service de trains de banlieue (Cercanías, Rodalies en valencien) assurée par la RENFE. À Alicante le réseau s'étend jusqu'aux confins de la province d'Almería (Andalousie). Le réseau Alta Velocidad Española, géré par ADIF, train à grande vitesse, relie la gare de Valence-Joaquín Sorolla, Castellón, Alicante, Elche, Xàtiva et Requena-Utiel à la gare de Madrid-Atocha, en passant, en Castille-La Manche, par les gares d'Almansa, Albacete et Cuenca, sur la ligne dite du Levant. Les communes de la région de Murcie Murcie et Carthagène sont aussi desservies par la ligne du Levant via la Communauté Valencienne.
La région est desservie par trois aéroports, l'aéroport d'Alicante-El Altet, l'aéroport de Castellón-Costa Azahar, et l'aéroport de Valence.
L'entreprise publique Ferrocarrils de la Generalitat Valenciana gère 275 km de réseaux de chemins de fer à écartement métrique, répartis entre les réseaux de Metrovalencia et TRAM (Alicante).

## Culture

### Langues

Zones de prédominance linguistique selon la Loi d'usage et d'enseignement du valencien !1983) ; les zones de langue valencienne figurent en vert foncé tandis que les zones de langue espagnole sont indiquées en vert clair.

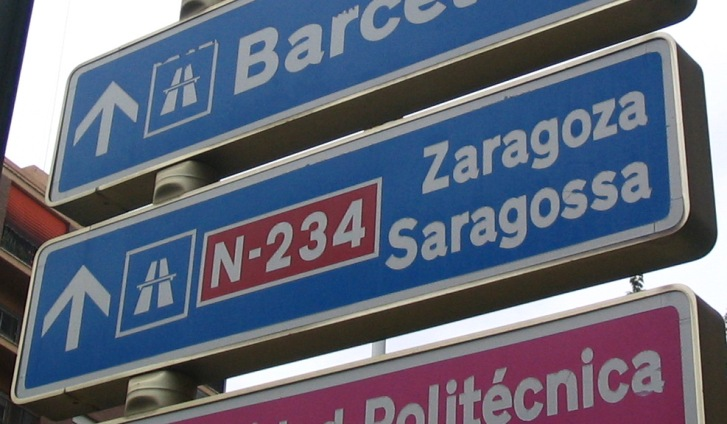
Panneau bilingue espagnol/valencien à Valence.

Depuis la fondation du royaume de Valence, le Pays valencien est caractérisé par l’existence de deux zones linguistiques hétérogènes : une zone de langue castillano-aragonaise (voir Churros (Pays valencien)) et une zone catalanophone, largement dominante tant en termes de vitalité économique et démographique, de superficie et de nombre de localités que d'importance démographique.
Malgré une forte capacité d'intégration des nombreux immigrants, issus notamment de Castille et d'Aragon tout au long de son histoire, par les zones côtières catalanophones, la configuration particulière du territoire, en particulier la séparation entre territoires contrôlés par des nobles d'origine aragonaise sous un régime féodal et des territoires contrôlés par une bourgeoisie majoritairement issue de Catalogne sous un régime plus libéral, peut expliquer l'absence d'assimilation des premiers par les seconds.
Dans les grandes villes de la zone catalanophone, ainsi que dans l’ensemble de la province d’Alicante, le valencien est actuellement minoritaire.
En 1983 fut adoptée la Loi d'usage et d'enseignement du valencien, qui érige la langue comme co-officielle avec le castillan au niveau des institutions, établit les zones de prédominance des deux langues, et définit la récupération et la promotion du valencien comme l’une des priorités de la Généralité. Cette loi débouche sur la mise en place d’une « ligne d’enseignement en valencien », c’est-à-dire le droit théorique
pour les parents ou les responsables légaux de choisir dans le cadre de l’enseignement public un système d’immersion (la principale langue véhiculaire de l’enseignement est le valencien, les cours de castillan étant peu ou prou les seuls dispensés dans cette langue). En 2007, les programmes d'immersion étaient suivis par environ un peu moins d'un quart des élèves valenciens. Le valencien est pratiquement absent de l'enseignement privé et reste très peu usité par l'Église dans la région.

### Gastronomie

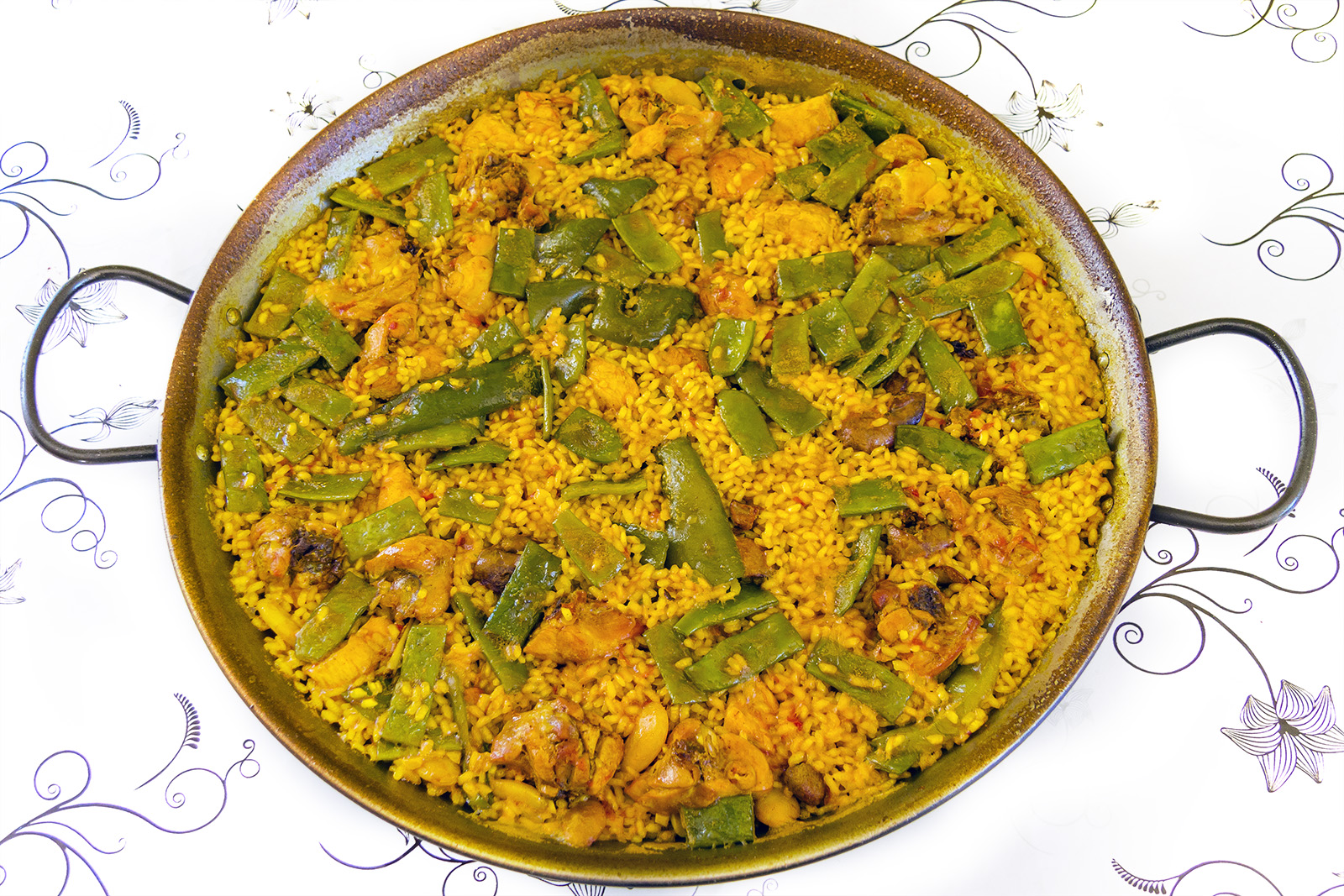
Paella valencienne.

Sur le plan gastronomique, la région est surtout connue à l'étranger pour ses nombreux plats à base de riz (arròs en valencien), le plus connu desquels étant la paella, souvent présenté comme plat national espagnol ; d'autres préparations typiques à base de riz sont : arròs a banda, arròs al forn, arròs negre (riz noir), arròs amb costra et arròs caldós.
Le climat méditerranéen valencien est très favorable à la culture des agrumes et des légumes, en particulier celle de l'orange (taronja), fruit typique de l'agriculture valencienne.
La culture d'amandes (ametlles) est elle aussi très répandue.
Quant aux boissons, on peut citer l'horchata (orxata en valencien), typique d'Alboraya, faite à partir d'eau, de sucre et de souchets, consommée habituellement en été.
Parmi les desserts les plus renommés, on y trouve les Peladillas (élaboration typique à Casinos) et le turrón (torró), sorte de nougats à base d'amandes. Produit à Jijona et à Casinos, c'est le dessert traditionnel pour Noël dans toute l'Espagne et dans une partie de l'Amérique latine.
Enfin, la Communauté Valencienne est une région vinicole, avec notamment les vins des régions d'Utiel-Requena et d'Alicante.

### Fêtes
- Maures et Chrétiens d'Alcoy
- Fallas
- Mystère d'Elche
- Tomatina
- Moros y Cristianos